# 埃及日

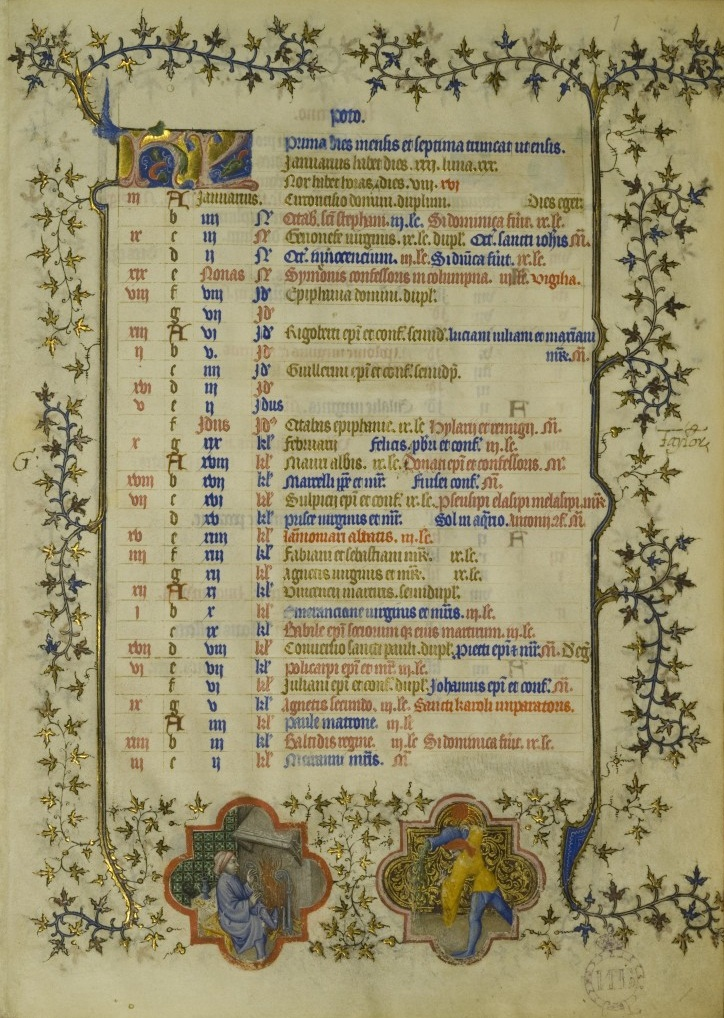
14世紀末「巴黎人曆」。埃及日被標記為「dies-eger」。

埃及日（拉丁語：dies Ægyptiaci），在中世紀的歐洲是一年中被認為不吉利的特定日子。埃及日是：
- 一月1日和25日
- 二月4日和26日
- 三月1日和28日
- 四月10日和20日
- 五月3日和25日
- 六月10日和16日
- 七月13日和22日
- 八月1日和30日
- 九月3日和21日
- 十月3日和22日
- 十一月5日和28日
- 十二月7日和22日

這些日子被認為不適合開始任何事業。在埃及時代，醫生們尤其被勸阻進行放血手術。

## 註解
1. ↑  Quinion 2017.
2. ↑  Schmitz 1867.